# سيريل ديسيل
سيريل ديسيل (بالفرنسية: Cyril Dessel)‏ مواليد 29 نوفمبر 1974 في فرنسا، هو دراج فرنسي سابق في صنف سباق الدراجات على الطريق. سبق أن شارك في دورة الألعاب الأولمبية الصيفية.

## سجل النتائج

### سباقات أو مراحل فاز بها
- طواف فرنسا

## روابط خارجية
- سيريل ديسيل على موقع الاتحاد الدولي للدراجات (الإنجليزية)
- سيريل ديسيل على موقع أرشيف الدراجات (الإنجليزية)
- سيريل ديسيل على موقع إحصائيات الدراجات الإحترافية (الإنجليزية)
- سيريل ديسيل على موقع نسبة الدراجات (الإنجليزية)
- سيريل ديسيل على موقع اللجنة الأولمبية الدولية (الإنجليزية)
- سيريل ديسيل على موقع أوليمبيديا (الإنجليزية)
- سيريل ديسيل على موقع اللجنة الأولمبية الفرنسية (مؤرشف) (الفرنسية)